# Черняхів (селище)
Че́рняхів — селище на Житомирському Поліссі. Важливими для його економіки є харчова промисловість,  цегельня, асфальтовий завод, обробка граніту.

## Населення
За даними перепису населення СРСР 1939 року чисельність населення становила 7 152 особи, з них українців — 4 795, росіян — 190, німців — 421, євреїв — 1 482, поляків — 142, чехів — 60, інших — 122.

### Мова
Рідна мова населення за даними перепису 2001 року:
| Мова            | Кількість | Відсоток |
| --------------- | --------- | -------- |
| українська      | 10197     | 97.90%   |
| російська       | 192       | 1.84%    |
| білоруська      | 13        | 0.12%    |
| ромська         | 8         | 0.08%    |
| єврейська       | 2         | 0.02%    |
| румунська       | 1         | 0.01%    |
| болгарська      | 1         | 0.01%    |
| вірменська      | 1         | 0.01%    |
| інші/не вказали | 1         | 0.01%    |
| Усього          | 10416     | 100%     |

## Історія

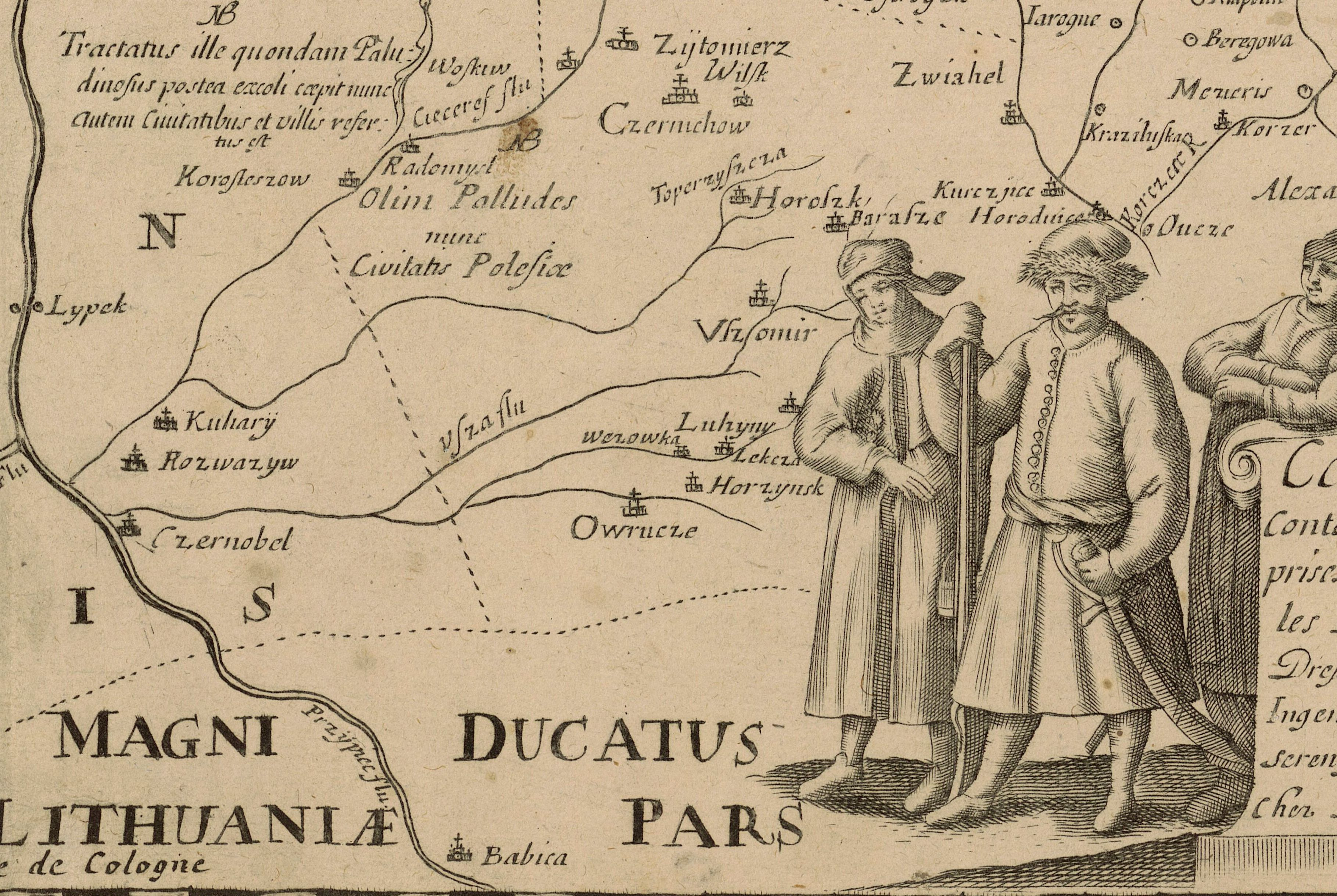
Черняхів на мапі Боплана, 1648 рік

Колишнє містечко, волосний центр, а ще раніше, в період визвольної війни українського народу 1648–1658 рр. і після — був сотенним містом. У люстрації за 1545 рік записане як містечко, що належало шляхтичу Немиричу. Воно мало 11 димів, звичайно це були курні хати.
Як видно з матеріалів видатного краєзнавця Л. І. Похилевич, сама назва «Черняхів» свідчить про те, що тут ховалась чернь, найнижчий стан людей домонгольського періоду. І коли з'явились в цих краях монголи, то чернь і знайшла свою схованку в тих місцях.
Як говорять народні перекази і легенди, на території сучасного Черняхова росли дрімучі ліси, які межували з непрохідними болотами. Це і сприяло тому, що сюди тікали бідні люди і тут переховувались. Пізніше це місто назвали — Черніхов. Через деякий час тут з'явилось поселення з такою назвою, яке і попало в польські люстрації. Але в судових справах того періоду (1584 р.) згадується ще старий Черняхов. Де було це поселення — досі нез'ясовно. Черняхів став помісним містечком великих землевласників Немиричів. Жителі Черняхова в XVI—XVII ст. зазнавали систематичних нападів різних князів і бандитських груп, наскоків татар.
Так, 26 вересня 1584 року князь Корецький, воєвода Волинський, із тисячним загоном своїх підданих оточив Черняхів, спалив млин, захопив багато худоби, коней. Але Черняхівську фортецю взяти не зміг, оскільки вона була міцною, тут могло заховатись все населення Черняхова.
Споруджували фортецю всі Немиричі, оскільки Черняхів був їхнім родовим маєтком. Споруджена за всіма правилами фортифікаційної тогочасної науки. Використано долину річки Очеретянки. Залишки центрального рівчака ділять сучасний Черняхів навпіл. Стіни фортеці розпочинались від сучасного залишку замку, що на березі річки, і тягнулися вздовж річки до єврейської синагоги, яка була міцною спорудою з північного боку, далі повертала на схід до сучасного шляху Житомир — Коростень. Під час будівництва будинку (Коростенська, 5) натрапили на залишки фундаменту, перпендикулярного цьому з глибиною понад 2 м у напрямку на будинок по Коростенській, далі стіна, судячи із залишків, простягалася понад рівчаком до колишнього військкомату, а відтіля — до старого єврейського кладовища. Там стояла висока вежа, фундамент якої зберігся досі. Фортеця була дерев'яною, тому вона не збереглася.
Магнатами Немиричами був збудований і замок, який з трьох боків оточувала вода. Досі збереглися руїни замку на березі р. Очеретянка.
У 1586 році на Черняхів напав, як грабіжник, князь Острозький, який забрав у черняхівців 200 возів сіна та іншого збіжжя. А влітку 1610 року шляхтич Г.Пашкевич, грабуючи села Полісся з кількома тисячами свавільних людей, не обминув і Черняхів. Забирав у селян майно, нищив хліб. В січні 1611 року його загін вдруге пограбував Черняхів. Тоді було вбито кілька чоловік. Наступного його нападу черняхівці організувались і вбили Г.Пашкевича і розігнали його грабіжників. А в 1618 році Черняхів був нещадно пограбований кримськими татарами, які після цього ще декілька разів грабували черняхівців. Крім цього, населення Черняхова терпіло величезні здирства від властей, жителі платили подимне, чопове, шкіряне, і в 1629 році тільки 90 димів не змогли сплатити подимного. (Джерело?)
Після Люблінського сейму 1569 року українські землі були відірвані від Великого князівства Литовського і передані Польщі.
У громадсько-політичному житті в 20-30 роках XVII ст. Черняхів став центром поширення вчення італійського гуманіста і реформаційного діяча Фауста Соцціна (італ. Fausto Paolo Sozzini, лат. Faustus Socinus). Социніани враховували посилення релігійного гніту, проповідували тимчасове примирення з феодальною державою, хоч і не відмовлялися від принципового засудження майнової нерівності. Социніани з раціоналістичних позицій критикували церковні догми (особливо догмат християнства: троїстість Бога — Бога батька, Бога сина, Бога Духа святого), виступили за свободу совісті, як умову морального удосконалення людини. Найвпливовішими діячами соцініанського руху були представники роду Немиричів. В 1593–1612 р. в Черняхові існувала протестантська школа аріан, яка була створена за згодою і при підтримці феодала С.Немирича. Вона давала відповідну освіту всім, хто її відвідував. Напевне тут початкову освіту здобули і діти С.Немирича.

### XVI—XVIIст.
У XVI ст. в Черняхові з болотної руди виплавляли залізо. Досі між Черняховом і Стиртами видніються глибокі урвища, що носять назву «Рудокопи». Це місця, де копалась руда, яку возили в район сучасного ТОВ «Нива-Експо» [Архівовано 18 березня 2022 у Wayback Machine.], а там виплавляли залізо.

### XVIIIст.
Під час народного повстання під проводом С.Палія 1702–1704 р. жителі Черняхова громили шляхту в складі козацьких військ.
Селяни виробляли більше сільськогосподарської продукції, ніж споживали. Частина її продавалась на ринку, що сприяло в Черняхові зростанню міського ремесла та розвитку товарно-грошових відносин. В основному це були шевці, кравці, лимарі, ткачі, бондарі, ковалі, колісники, кушніри. Вони обслуговували селян навколишніх сіл і панський двір. Здебільшого ці ремісники не поривали з сільським господарством. Але становище тогочасного містечка було дуже тяжке. Його описав французький інженер Гійом Левассер де Боплан, який служив у 1630–1648 р. в Україні в польських військах: «Селяни там надзвичайно бідні, так як вони вимушені працювати на свого володаря три дні в неділю зі своїми кіньми, і віддавати йому відповідно кількості одержаної від його землі багато мір хліба, багато курей, гусей, курчат до Паски, Трійці, Різдва. Більше того вони вимагали від них грошової повинності, а також десятини від баранів, поросят, меду, всіх плодів і третього бика через кожні три роки. Тому не дивно, що ці нещасні закріпачені в таких тяжких умовах ніколи не могли нічого накопичити…»
Таке становище було головною причиною численних втеч на лівобережну Україну, або в партизанські загони, де із зброєю в руках боролися за своє визволення. А окремі добиралися аж до Запорізької Січі.
В результаті другого поділу Речі Посполитої у 1793 році Черняхів відійшов до Російської імперії і став містечком Радомишльського повіту Волинської губернії.

### Школа соцініан
Таким чином Черняхів ставав визначним містечком на Поліссі. В 1595 році тут було відкрито першу школу соцініан, яка проіснувала до 1612 року. За даними архівних матеріалів за 1798 рік тут уже було 171 двір, де проживало 514 дорослих чоловіків і 465 жінок. Починаючи з XVI ст. через нього проходив торговий шлях, який починався від Чорного моря і йшов через місто Бершадь, Брацлав, Вінницю, Бердичів, Житомир, Черняхів, Іскоростень, Овруч, Мозир.
В Черняхові будувались лавки, шинки, корчми. Він розростався як торгове містечко.
Повними господарями в Черняхові була родина місцевих землевласників Немиричів. Немиричі вважали Черняхів родовим помістям. Звідси у великий світ пішов видатний дипломат, військовий діяч, полковник (військове звання йому особисто присвоїв Б.Хмельницький) Юрій Немирич. Людина, яка навчалася у визначних європейських університетах Кембриджському й Оксфордському (Англія) та Сорбонні (Франція), вільно володіла декількома іноземними мовами, вважалась найкращим оратором свого часу.
Його дід Андрій був воєвода Київський. Далі в XVIII ст. в Черняхові народився Генріх Немирич, який ще в молодому віці їде на навчання в Париж, де захопився вченням французького просвітителя, письменника, громадського діяча Вольтера.
Закінчивши навчання в Парижі, Генріх Немирич повернувся на батьківщину натхненним послідовником цього передового енциклопедиста. Він відкрито проповідував атеїстично-матеріалістичні погляди передових філософів Франції на Волині, за що вирок польського суду був дуже суворий: «Відтяти безбожнику язика, здерти зі спини три паси шкіри і почетвертувавши їх на куски розкидати на полях.» Г. Немирич був змушений виїхати за кордон, помер в Нідерландах в 1805 році.

### XIXст.
У 1801 році на гроші прочан була побудована Черняхівська церква. В цей час в Черняхові було 182 двори, 1441 чоловік прочан цієї церкви. Батюшкою був Ковальницький Северин, який помер в 1861 році.
У 1825 році в Черняхові проходив з'їзд декабристів, на з'їзді були присутні члени «Товариства об'єднаних слов'ян» І.Горбачевський, А.Борисов, П.Борисов, Юліан Люблінський та інші.
У XIX ст. в Черняхові виникли перші промислові підприємства. У 1845 р. почала діяти суконна фабрика, у 1853 році — стали до ладу ґуральня, пивоварний завод, шкіряний завод. На річці Очеретянці стояли і працювали три млини. В Черняхові діяла поштова станція.
Після реформи 1861 року за викупним актом 168 селянським господарствам Черняхова наділили 2263 десятини землі, за яку вони повинні були сплатити 25723 крб. 83 коп. На підприємствах переважала ручна праця.
У 1910 році в містечку вже проживало 4422 чол. Селянських господарств було 444, міщанських — 336. Працювало два млини з газогенераторними двигунами, цегельня, суконна фабрика, п'ять дрібних чинбарень, пивзавод, дві круподерні, три олійні, чотири лісосклади, десять кузень, що виготовляли вози, плуги та інший реманент, 45 крамниць. Діяла лікарня на 45 ліжок, яку очолював лікар Верещак Мирон Харлампійович. Працювали двокласне земське училище з 1889 року, де 6 вчителів вчило 154 учні та Черняхівська національна німецька школа з 1882 року, де один вчитель навчав 78 учнів.

### XX—XXIст.
Під час революції 1905–1907 років ремісники Черняхова, протестуючи проти хазяїв, розпочали з ними боротьбу. Страйкарів очолив І. М. Кесельман, вони виграли 12-годинний робочий день проти 16-17 годинного.
Перша світова війна 1914 року принесла багато горя черняхівцям. На фронт забрали всіх працездатних чоловіків, а жінки з дітьми не справлялися з тим обсягом робіт, що випала на їхню долю і жили впроголодь.
Після окупації більшовиками більшої частини УНР, в лютому 1918 року містечко звільнив Запорізький корпус армії УНР разом із союзними німецькими військами.
З листопада 1918 року по квітень 1920 року в Черняхові влада переходила з рук в руки декілька разів, а у квітні 1920 року в Черняхів зайшли польські регулярні війська. 17 червня цього ж року Черняхів було окуповано більшовиками і остаточно встановлено радянську владу.
З 1923 року смт Черняхів стало районним центром, на той час в ньому нараховувалось 885 дворів, де проживало 5523 жителі. Він із самого початку був містечком, в якому проживали українці, поляки, євреї та ін. В містечку працювала семирічна школа, в якій навчалося 200 учнів. У шкільній бібліотеці було зібрано 600 підручників, 232 книги художньої літератури. Почав діяти дитячий садочок, райсільбуд.
У 1925 році в Черняхові почала працювати електростанція. У 1929 році тут було організовано три колгоспи. У 1931 році була створена черняхівська МТС, першим директором якої був призначений Каллер К. І. — колишній директор ксаверівської комуни. При МТС у 1935 році відкрилась професійно-технічна школа, яка готувала механізаторські кадри.
Внаслідок Голодомору 1932—1933 років за даними різних джерел у Черняхівському районі від голоду померло 3086 чоловік.
У 1937—1938 роках по Черняхову та району прокотилась хвиля репресій радянською владою.
У 1938 році в Черняхові було побудовано кінотеатр на 360 місць і будинок культури на 500 місць. У передвоєнні роки в райцентрі вже були побудовані потужний державний млин, сирзавод, харчовий і промисловий комбінати, обозний і цегельний заводи, районна лікарня на 100 ліжок, санепідемстанція.
Працювали середня та вечірня школи, в яких 46 вчителів навчали 1320 учнів.

Перед війною в 1939 році в Черняхові працювало поштове відділення, радіотелеграф, залізнична станція Горбаші.

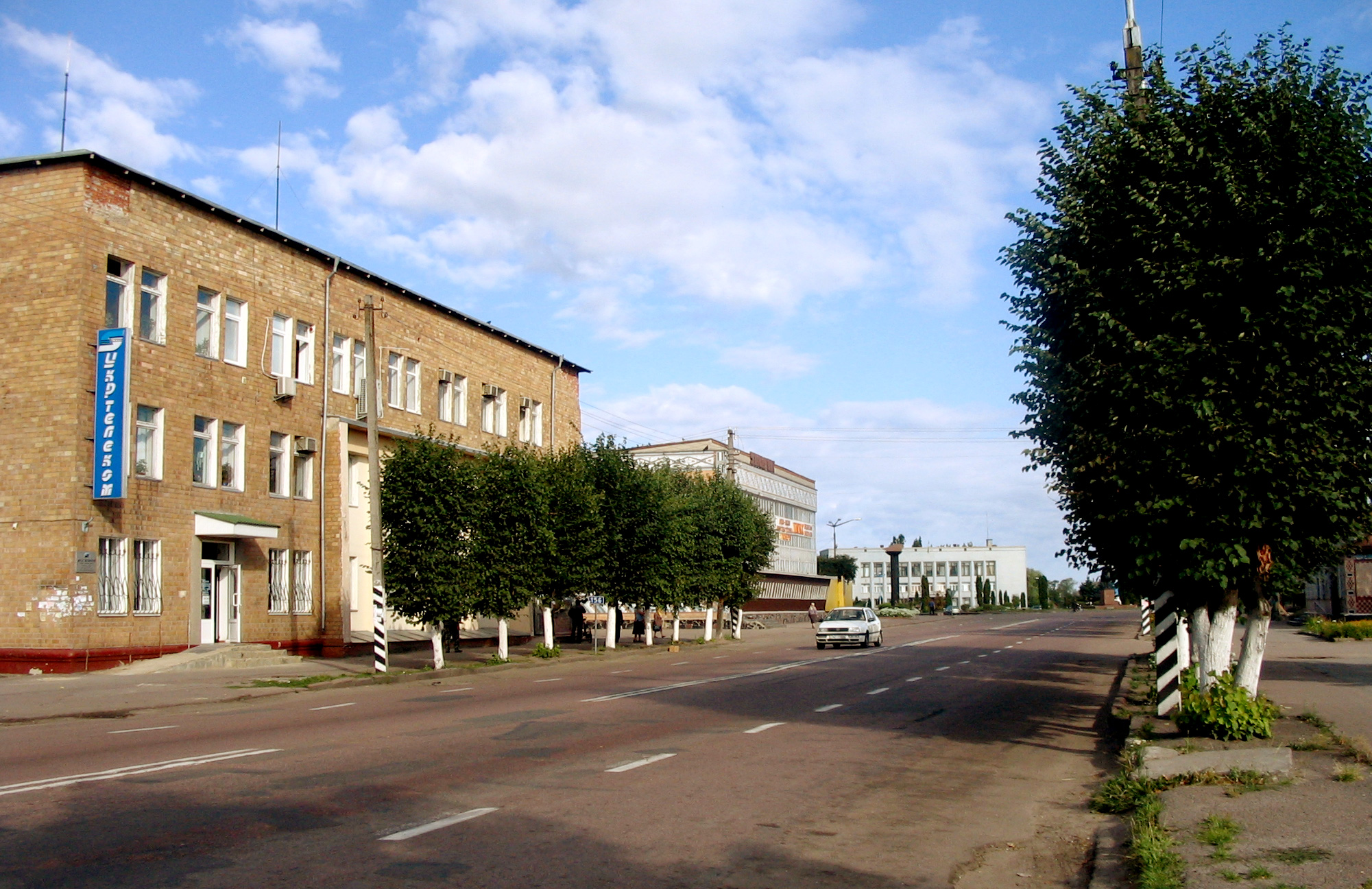
У сучасному Черняхові

У перші дні Другої Світової війни 400 черняхівців після оголошення мобілізації вирушили на фронт. 13 липня 1941 року підрозділи Вермахту вступили в Черняхів. Почалася окупація, під час якої німці вбили сотні ні в чому не винних людей, 500 громадян вивезли на каторжні роботи в Німеччину. У вересні в Черняхові виникла підпільна організація, очолив її лікар Мирон Верещак. Його дочка Софія стала зв'язковою підпільного комітету, очолюваного в Житомирі О. Д. Бородієм. За це вона була арештована житомирським гестапо, сиділа в житомирській тюрмі, зносила нечувані муки, але волею долі вона залишилася жити. 36 черняхівців воювали в партизанських загонах, з них Паламарчук Григор, Іщенко Микола, Іваницька Устина, її дочка Іваницька Марина та багато інших.
12 листопада 1943 року війська Першого Українського фронту взяли Черняхів. Кілька разів Черняхів залишали радянські війська, а 29 грудня 1943 року Черняхів було відвойовано остаточно. Всього у Другій Світовій війні брало участь 797 жителів Черняхова, з них загинуло 333 чол. В селищі споруджено два обеліски на честь воїнів-визволителів.
Почалася відбудова народного господарства. У післявоєнний період Черняхів було відбудовано і побудовано молокозавод, будинок побуткомбінату, хлібозавод, поліклініку, лікарню на 260 ліжок, приміщення райвиконкому, райкому партії, комбінат хлібопродуктів, школу на 1200 місць, ветлікарню, редакцію районної газети «Нове життя», ПМК-161, райсільгосптехніку, більше 12 магазинів, літній кінотеатр, бібліотеку, приміщення райспоживспілки.
У вересні 2013 року з невідомих причин місцевою владою були ініційовані відзначення 470-річчя «заснування» Черняхова (при офіційній даті першої згадки 1545 (!) року). Існування ж «згадки» 1543 року залишається загадкою (у вікі-статті вона відсутня), а офіційних роз'яснень з цього питання не було оприлюднено.

## Персоналії
У Черняхові народились:
- Чернігівський Никифор Романович (17 століття–1675) — польський дворянин, що став російським мандрівником.
- Гершензон Мойше Янкелевич (Мойсей) — єврейський драматург і актор.
- Кривий Денис (1988—2023) — український фотохудожник, військовослужбовець Сил спеціальних операцій Збройних сил України, учасник російсько-української війни.
- Паламарчук Антоніна Феофанівна (1937) — українська актриса, народна артистка УРСР (1984).
- Нусінов Ісаак Маркович (1889–1950) — радянський літературний критик, лінгвіст, літературознавець, професор.
- Генріх Немирич (XVIII ст.-†1805) — український магнат з роду Немиричів.
- Пантус Денис Володимирович (1990—2022) — солдат Збройних Сил України, учасник російсько-української війни, що загинув у ході російського вторгнення в Україну в 2022 році.
- Чепель Максим Юрійович (1997—2022) — солдат Збройних Сил України, учасник російсько-української війни, що загинув у ході російського вторгнення в Україну в 2022 році.
- Шолодько Ігор Васильович (1965—2014) — солдат Збройних сил України, загинув у боях за Донецький аеропорт.
- Янчук Олександр Олександрович (1999—2023) — старший солдат Збройних сил України, загинув у бою біля н/п Кринки. Нагороджений медалями «За незламність духу», «Хрест доблесті» та «Золотим хрестом».